# Ellipteroides quadridens
Ellipteroides quadridens är en tvåvingeart. Ellipteroides quadridens ingår i släktet Ellipteroides och familjen småharkrankar.

## Underarter
Arten delas in i följande underarter:
- E. q. loehmeri
- E. q. quadridens